# Блум, Орландо
Орла́ндо Джо́натан Бла́нчард Блум (англ. Orlando Jonathan Blanchard Bloom, род. 13 января 1977, Кентербери) — британский киноактёр. Получил известность благодаря ролям в кинотрилогии «Властелин колец» (2001, 2002, 2003) и её приквеле «Хоббит», ролью в исторической драме и эпосе о Третьем крестовом походе Ридли Скотта «Царство небесное» (2005), приключенческом фильме «Пираты Карибского моря: Проклятие Чёрной жемчужины» (2003) и его продолжениях «Пираты Карибского моря: Сундук мертвеца» (2006), «Пираты Карибского моря: На краю света» (2007) и «Пираты Карибского моря: Мертвецы не рассказывают сказки» (2017).

## Биография

### Детство и юность
Он родился 13 января 1977 года в Кентербери, графство Кент, Великобритания.
Имя получил в честь английского композитора XVII века Орландо Гиббонса. Его мать Соня Копланд (уроженка Калькутты) занималась бизнесом, управляла языковой школой для иностранных студентов, а также увлекалась писательством. Отец, Гарри Блум, (1913—1981), из семьи южноафриканских евреев, известный писатель и журналист, был профессором права в Кентском университете. Ранее он вёл борьбу против апартеида в ЮАР, был одним из адвокатов Нельсона Манделы, а впоследствии написал несколько книг о расовой сегрегации в ЮАР, за что преследовался южноафриканским правительством и в 1963 году был вынужден эмигрировать в Великобританию.
Единокровный брат — фотограф Стивен Блум (род. 1953), единокровная сестра — фотограф Сьюзен Сторм Блум (Susan Storm Bloom, род. 1948), единоутробная сестра — актриса Саманта Блум (Samantha Bloom, род. 1975).
Отец Орландо умер, когда тому было четыре года, и воспитание мальчика и его старшей сестры Саманты легло на плечи матери, которая больше не связала себя узами брака, и Колина Стоуна, назначенного их опекуном. Позднее, когда Орландо исполнилось тринадцать, мать призналась ему, что именно Стоун является на самом деле его биологическим отцом. С ранних лет Соня прививала детям любовь к искусству, и у Орландо рано проявился интерес к языкам, фотографии и театру. Ещё одним его увлечением были лошади, сам он был неплохим наездником, что впоследствии пригодилось в кинокарьере.
Учёба в школе давалась Орландо тяжело — он страдал дисграфией, а потому часто становился объектом насмешек сверстников.

### Начало карьеры
Дебют Блума на сцене состоялся ещё в детстве, когда он принял участие в нескольких школьных постановках. В 1993 году в возрасте шестнадцати лет он отправился в Лондон и провел два сезона, играя на сцене Национального молодёжного театра, после чего получил грант на годовое обучение в Британско-американской академии драматического искусства, выпускниками которой были Дженнифер Эль, Оливер Платт и Дэвид Швиммер. Во время учёбы он принял участие в постановке «Прогулка в венском лесу», а также обзавелся собственным агентом.
В 1996 году Блум дебютировал на телевидении в нескольких эпизодах сериала «Несчастный случай», а в 1997 году состоялось его первое появление на киноэкране — в биографической драме «Уайльд» со Стивеном Фраем и Джудом Лоу в главных ролях. В этой картине Блум появился в эпизодической роли юноши-проститутки.
Далее Блум на протяжении трёх лет продолжал совершенствовать актёрское мастерство в Гилдхоллской школе музыки и театра, где штудирование пьес Шекспира, Мильтона и Чехова помогло ему избавиться от дислексии — болезни, которой актёр был подвержен с юных лет. Во время учёбы Блум принял участие в нескольких театральных постановках — «Двенадцатая ночь» по пьесе Шекспира, «Троянские женщины», «Чайка» по пьесе Чехова, «Мефисто» и других.

### Признание
На исходе третьего года обучения Блум принял участие в кастинге на роль Фарамира в масштабном проекте новозеландского режиссёра Питера Джексона — экранизации романа Толкина «Властелин колец». Вскоре он получил ответ, в котором Джексон сообщил, что роль Фарамира в итоге досталась австралийскому актёру Дэвиду Уэнему, и взамен предложил Блуму гораздо более заманчивую роль — эльфа Леголаса, принца Лесного королевства эльфов. Орландо согласился и, сыграв в одном из эпизодов телесериала «Убийства в Мидсомере», отправился на 18 месяцев в Новую Зеландию, где проходили съёмки первой части трилогии — «Братство кольца».
Портал The Weekly Review опубликовал интервью с Орландо Блумом, в котором актёр упомянул своих коллег по трилогии:

«Я попал во „Властелин колец“ через пару дней после окончания драматической школы. Приходилось быть в центре внимания, несмотря на неуверенность в своих силах. Мне кажется, что мои ошибки были ясно отмечены всем миром, особенно в сравнении с Вигго Мортенсеном и Иэном МакКелленом, которые несомненно являются лучшими актёрами из ныне живущих».
После напряжённых съёмок актёр уехал с друзьями в Индию и встретил там Рождество 2001 года, не подозревая об оглушительном успехе «Братства кольца». Вернувшись из путешествия, он обнаружил, что в одночасье стал всемирно известным, а его имя вошло в двадцатку самых популярных запросов на поисковиках Интернета. Роль Леголаса стала для Блума пропуском в кино и принесла премию «Империя» за лучший дебют.
В том же году Блум снялся в роли новобранца Тодда Блэкберна в военной драме Ридли Скотта «Чёрный ястреб». Картина изобиловала снятыми с трагическим правдоподобием сценами боя и была основана на реальных событиях — операции американских миротворческих сил в Сомали 3 октября 1993 года.
В 2002—2003 годах Блум продолжил съёмки у Джексона в заключительных частях трилогии — «Властелин колец: Две крепости» и «Властелин колец: Возвращение короля», — а затем снялся в роли грабителя Джозефа Бирна в биографической драме «Банда Келли», фильме о народном герое Австралии бандите Неде Келли, который приобрёл славу австралийского Робина Гуда. За роль Бирна Орландо был номинирован на получение премии Австралийского института кино как лучший актёр второго плана.
Далее в 2003 году последовала ещё одна важная в карьере Орландо работа — роль Уилла Тёрнера в приключенческом фильме Гора Вербински «Пираты Карибского моря: Проклятие Чёрной жемчужины». Партнёрами Блума на съёмочной площадке стали Джонни Депп, сыгравший пирата-капитана Джека Воробья, Кира Найтли и Джеффри Раш. Фильм с большим успехом прошёл в кинотеатрах и собрал в мировом прокате более 650 миллионов долларов.

### Продолжение карьеры
Появившись в 2004 году в британской комедии «Парень из кальция» в роли молочника Джимми Коннелли, который неожиданно становится претендентом на звание чемпиона мира по боксу, Блум принял участие в очередной крупнобюджетной голливудской картине — исторической драме «Троя» по мотивам поэмы Гомера «Илиада». Роль Ахилла исполнил Брэд Питт, а Блум сыграл красавца Париса. Несмотря на обилие исторических несоответствий и довольно вольную интерпретацию первоисточника, фильм собрал в мировом прокате почти 500 миллионов долларов. Третьим фильмом 2004 года для Блума стала криминальная драма «Гавань», премьера которой состоялась на Международном кинофестивале в Торонто.

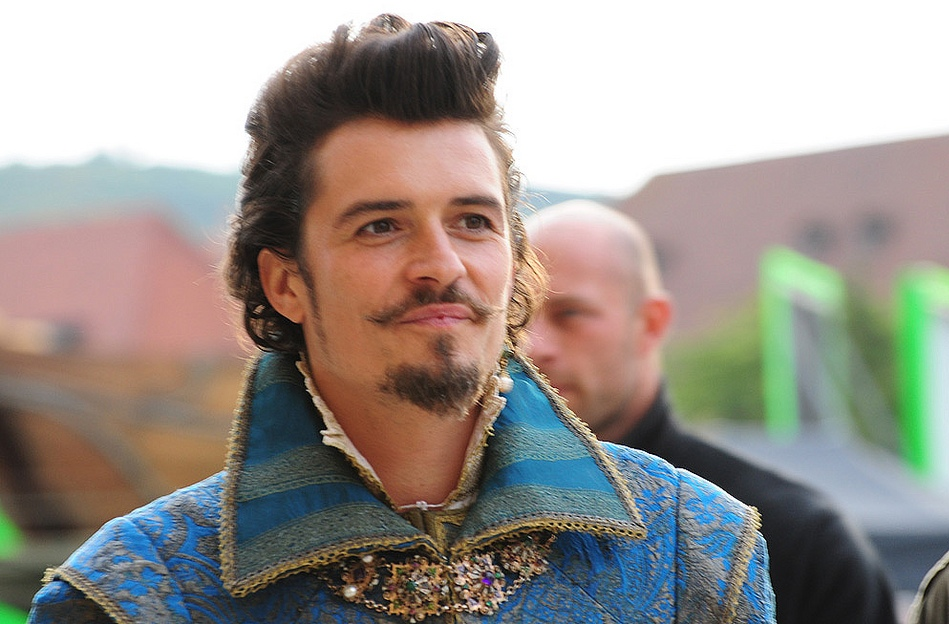
Орландо Блум на съёмках фильма «Мушкетёры» в Вюрцбурге, Германия, 2011 год

В 2005 году Орландо был занят в двух достаточно успешных проектах. Сначала он снялся в историческом фильме Ридли Скотта «Царство небесное», исполнив роль кузнеца Балиана, который, узнав, что является незаконнорождённым сыном барона Готфрида Ибелинского, вступает в его отряд крестоносцев и отправляется воевать с мусульманами в Святую землю. Затем сыграл роль неудачливого дизайнера обуви Дрю Бэйлора в сентиментальной мелодраме Кэмерона Кроу «Элизабеттаун», где партнёршей Блума стала Кирстен Данст.
Приняв участие в 2006 году в не менее успешном продолжении первого фильма о приключениях капитана Джека Воробья и его друзей «Пираты Карибского моря: Сундук мертвеца», Блум снялся в эпизодической роли в романтической комедии Алека Кешишьяна «Любовь и другие несчастья» с Бриттани Мерфи в главной роли. Премьера фильма состоялась в сентябре 2006 года на Международном кинофестивале в Торонто.
2 апреля 2014 года Орландо Блум получил звезду на аллее славы в Голливуде за вклад в развитие киноиндустрии.

### Личная жизнь

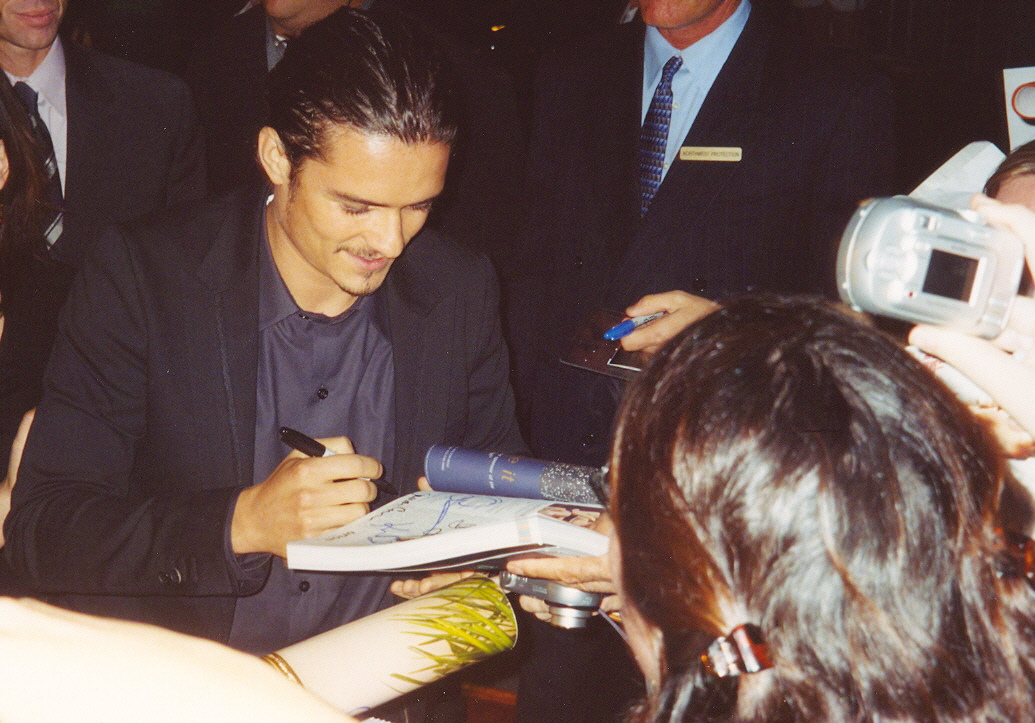
Орландо Блум раздаёт автографы, 2005 год

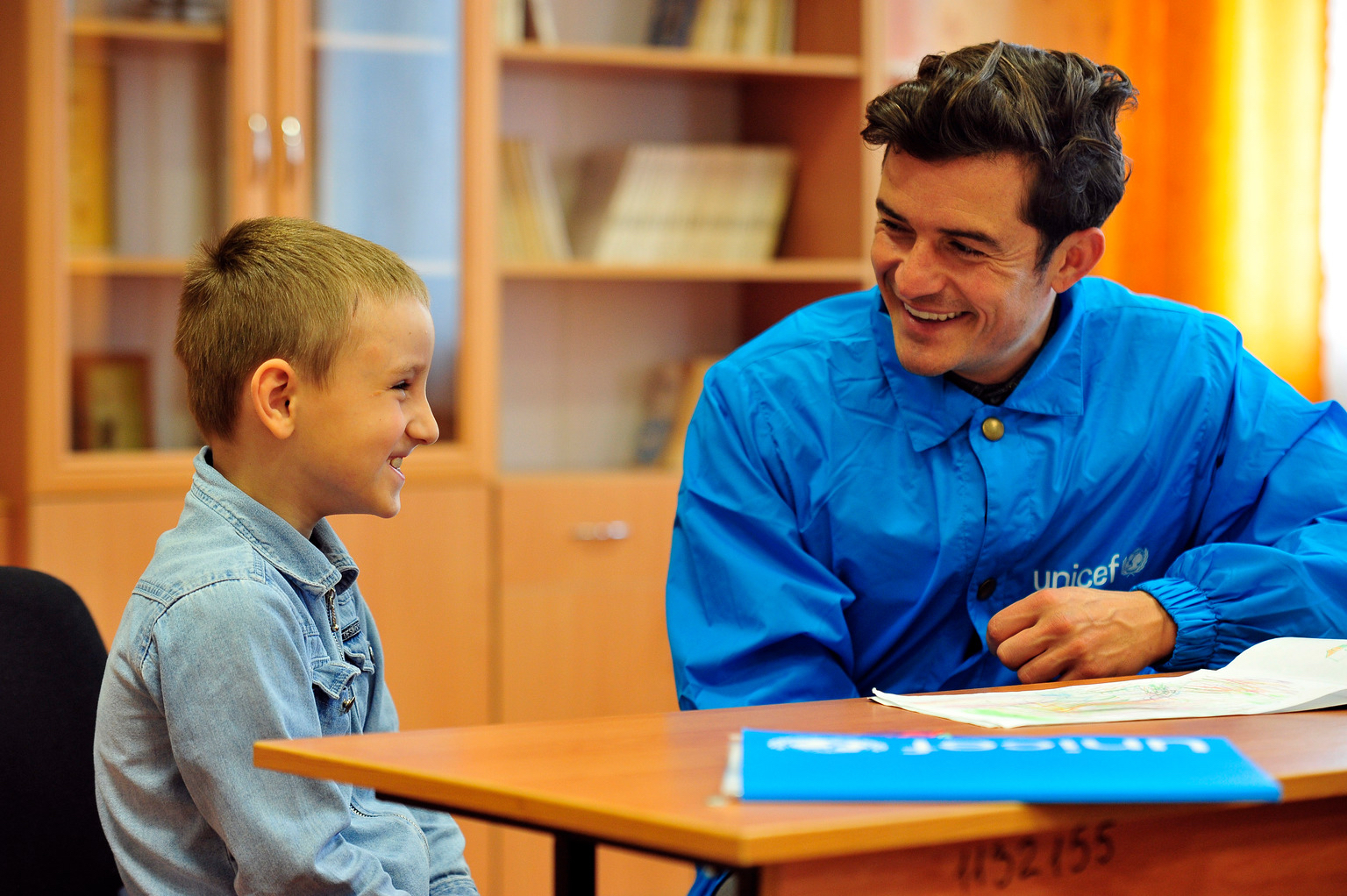
Орландо Блум на Украине в качестве посла доброй воли ЮНИСЕФ, 2016 год

Блум говорит, что пытается «не отрывать себя от настоящей жизни настолько, насколько это возможно». Он болеет за «Манчестер Юнайтед» и живёт в Лондоне. Во время съёмок в Марокко фильма «Царство небесное» Орландо Блум спас и затем взял к себе собаку Сиди (помесь дворняги и салюки, чёрная с белым пятном на груди). В 2004 году стал членом организации Сока Гаккай. Кроме того, он является членом организации, которая борется за экологию. В поддержку этой компании он реновировал свой дом в Лондоне, поставил солнечные батареи и практикует раздельный сбор мусора для переработки. Участвует в программах ЮНИСЕФ, будучи международным послом фонда.
С 2002 года и до сентября 2006 года Блум встречался с американской актрисой Кейт Босуорт. Имя Орландо также часто связывают с актрисами Умой Турман, Кирстен Данст, Сиенной Миллер, Джессикой Бил, Пенелопой Крус, Наоми Харрис. Кроме того, ходили слухи о романе Блума с Дженнифер Энистон (их видели вместе на отдыхе в Мехико).
В июле 2010 года женился на австралийской модели Миранде Керр. 6 января 2011 года у пары родился сын Флинн, первенец для обоих родителей. В октябре 2013 года, после трёх лет брака, пара сообщила о расставании.
С января 2016 года Блум начал встречаться с певицей Кэти Перри. В феврале 2017 года стало известно, что пара рассталась. Блум и Перри возобновили отношения в апреле 2018 года, а 14 февраля 2019 года объявили о помолвке. 27 августа 2020 года Орландо Блум и Кэти Перри объявили о рождении дочери Дейзи Дав Блум.
У Блума была масса травм: перелом левой руки, повреждение черепа после падения с дерева, сломанный нос в результате игры в регби, перелом правой ноги в Швейцарии во время катания на лыжах, перелом левой ноги (катание на мотоцикле), перелом правого запястья во время сноубординга. В 1998 году, ещё во время обучения в школе, Орландо получил тяжёлую травму, когда помогал своему другу чинить крышу террасы. «Я сломал спину. Я выпал из окна… У друзей была застеклённая крыша на площадке прямо под квартирой, и я скатился на водосточный жёлоб. Он не выдержал, и я пролетел три этажа. Мне сказали, что я, возможно, не смогу снова ходить. А потом меня прооперировали, и я вышел из больницы где-то через 12 дней». Стараниями хирургов он смог довольно быстро вернуться к полноценной жизни.
В апреле 2016 года предпринял не афишируемую СМИ (из-за соображений безопасности) поездку на подконтрольную Украине территорию Донбасса (по маршруту Славянск — Краматорск — Святогорск) в качестве посла доброй воли ЮНИСЕФ.
Спустя месяц с начала российского вторжения на Украину, как посол доброй воли ЮНИСЕФ, прибыл в Молдову, чтобы поддержать украинских беженцев.
Является вегетарианцем.

## Фильмография
| Год       |     | Русское название                                        | Оригинальное название                                  | Роль                                 |
| --------- | --- | ------------------------------------------------------- | ------------------------------------------------------ | ------------------------------------ |
| 1994—1996 | с   | Несчастный случай                                       | Casualty                                               | Ноэль Харрисон                       |
| 1997      | ф   | Уайльд                                                  | Wilde                                                  | парень по вызову                     |
| 1998      | с   | Шоу Бена Элтона                                         | The Ben Elton Show                                     | парень                               |
| 1999      | с   | Шлёпни пони                                             | Smack the Pony                                         | парень                               |
| 2000      | с   | Убийства в Мидсомере                                    | Midsomer Murders                                       | Питер Дринквотер                     |
| 2001      | ф   | Властелин колец: Братство Кольца                        | The Lord of the Rings: The Fellowship of the Ring      | Леголас                              |
| 2001      | ф   | Чёрный ястреб                                           | Black Hawk Down                                        | рядовой первого класса Тодд Блэкбёрн |
| 2002      | ф   | Властелин колец: Две крепости                           | The Lord of the Rings: The Two Towers                  | Леголас                              |
| 2003      | ф   | Властелин колец: Возвращение короля                     | The Lord of the Rings: The Return of the King          | Леголас                              |
| 2003      | ф   | Банда Келли                                             | Ned Kelly                                              | Джозеф Бирн                          |
| 2003      | ф   | Пираты Карибского моря: Проклятие Чёрной жемчужины      | Pirates of the Caribbean: The Curse of the Black Pearl | Уилл Тёрнер                          |
| 2004      | ф   | Парень из кальция                                       | The Calcium Kid                                        | Джимми Коннелли                      |
| 2004      | ф   | Троя                                                    | Troy                                                   | Парис                                |
| 2004      | ф   | Гавань                                                  | Haven                                                  | Шай                                  |
| 2005      | ф   | Царство небесное                                        | Kingdom of Heaven                                      | Балиан                               |
| 2005      | ф   | Элизабеттаун                                            | Elizabethtown                                          | Дрю Бэйлор                           |
| 2005—2007 | с   | Массовка                                                | Extras                                                 | играет самого себя                   |
| 2006      | ф   | Пираты Карибского моря: Сундук мертвеца                 | Pirates of the Caribbean: Dead Man’s Chest             | Уилл Тёрнер                          |
| 2006      | ф   | Любовь и другие катастрофы                              | Love and Other Disasters                               | Голливудский Паоло                   |
| 2007      | ф   | Пираты Карибского моря: На краю света                   | Pirates of the Caribbean: At World’s End               | Уилл Тёрнер                          |
| 2009      | ф   | Нью-Йорк, я люблю тебя                                  | New York, I Love You                                   | Дэвид                                |
| 2010      | ф   | Сострадание к прекрасному                               | Sympathy for Delicious                                 | The Stain                            |
| 2010      | ф   | Главная улица                                           | Main Street                                            | Харрис Паркер                        |
| 2011      | кор | Борьба за ваше право                                    | Fight for Your Right Revisited                         | Джонни                               |
| 2011      | ф   | Хороший доктор                                          | The Good Doctor                                        | Мартин Блэк                          |
| 2011      | ф   | Мушкетёры                                               | The Three Musketeers                                   | герцог Бэкингем                      |
| 2013      | ф   | Теория заговора                                         | Zulu                                                   | Брайан Ипкин                         |
| 2013      | ф   | Хоббит: Пустошь Смауга                                  | The Hobbit: The Desolation of Smaug                    | Леголас                              |
| 2014      | ф   | Хоббит: Битва пяти воинств                              | The Hobbit: The Battle of the Five Armies              | Леголас                              |
| 2015      | ф   | В поисках огня                                          | Digging for Fire                                       |                                      |
| 2015      | ки  | Lego Dimensions                                         | Lego Dimensions                                        | Леголас                              |
| 2016      | с   | Проще простого                                          | Easy                                                   | Том                                  |
| 2017      | ф   | Отступник                                               | Romans                                                 | Малки                                |
| 2017      | ф   | Секретный агент                                         | Unlocked                                               | Джек Элкотт                          |
| 2017      | ф   | Пираты Карибского моря: Мертвецы не рассказывают сказки | Pirates of the Caribbean: Dead Men Tell No Tales       | Уилл Тёрнер                          |
| 2017      | ф   | Шанхайский перевозчик                                   | S.M.A.R.T. Chase                                       | Дэнни Страттон                       |
| 2019—2023 | с   | Карнивал Роу                                            | Carnival Row                                           | Райкрофт Филострейт                  |
| 2020      | ф   | Форпост                                                 | The Outpost                                            | капитан Бенджамин Д. Китинг          |
| 2023      | ф   | Гран Туризмо                                            | Gran Turismo                                           | Дэнни Мур                            |
| 2024      | ф   | Карающая длань                                          | Red Right Hand                                         | Кэш                                  |
| 2024      | ф   | Волшебники!                                             | Wizards!                                               | снимался                             |
| 2024      | ф   | Вес победы                                              | The Cut                                                |                                      |

## Награды и номинации
| Награды и номинации | Награды и номинации                  | Награды и номинации                      | Награды и номинации                                | Награды и номинации | Награды и номинации  |
| Год                 | Награда                              | Категория                                | Фильм                                              | Результат           | Примечания           |
| ------------------- | ------------------------------------ | ---------------------------------------- | -------------------------------------------------- | ------------------- | -------------------- |
| 2002                | Сатурн                               | Cinescape Genre Face of the Future Award | Властелин колец: Братство Кольца                   | Номинация           |                      |
| 2002                | Империя                              | Лучший дебют                             | Властелин колец: Братство Кольца                   | Победа              |                      |
| 2002                | MTV Movie Awards                     | Лучший мужской прорыв года               | Властелин колец: Братство Кольца                   | Победа              |                      |
| 2002                | Online Film & Television Association | Лучший мужской прорыв года               | Властелин колец: Братство Кольца                   | Номинация           |                      |
| 2002                | Общество кинокритиков Финикса        | Лучший актёрский состав                  | Властелин колец: Братство Кольца                   | Победа              |                      |
| 2002                | Гильдия киноактёров США              | Лучший актёрский состав в игровом кино   | Властелин колец: Братство Кольца                   | Номинация           |                      |
| 2003                | Голливудский кинофестиваль           | Лучший мужской прорыв                    | Властелин колец: Братство Кольца                   | Победа              |                      |
| 2003                | Australian Film Institute            | Лучшая мужская роль второго плана        | Банда Келли                                        | Номинация           |                      |
| 2003                | DVD Exclusive Awards                 | Лучшие аудиокомментарии (для DVD)        | Властелин колец: Две крепости                      | Номинация           |                      |
| 2003                | Совет кинокритиков США               | Лучший актёрский ансамбль                | Властелин колец: Две крепости                      | Победа              |                      |
| 2003                | Online Film Critics Society          | Лучший актёрский ансамбль                | Властелин колец: Две крепости                      | Победа              |                      |
| 2003                | Общество кинокритиков Финикса        | Лучший актёрский состав                  | Властелин колец: Две крепости                      | Победа              |                      |
| 2003                | Гильдия киноактёров США              | Лучший актёрский состав в игровом кино   | Властелин колец: Две крепости                      | Номинация           |                      |
| 2003                | MTV Movie Awards                     | Лучший зарубежный актёр/актриса          | Властелин колец: Две крепости                      | Номинация           |                      |
| 2004                | Broadcast Film Critics Association   | Лучший актёрский ансамбль                | Властелин колец: Возвращение короля                | Победа              |                      |
| 2004                | Империя                              | Лучший британский актёр                  | Властелин колец: Возвращение короля                | Номинация           |                      |
| 2004                | Общество кинокритиков Финикса        | Лучший актёрский состав                  | Властелин колец: Возвращение короля                | Номинация           |                      |
| 2004                | Гильдия киноактёров США              | Лучший актёрский состав в игровом кино   | Властелин колец: Возвращение короля                | Победа              |                      |
| 2004                | MTV Movie Awards                     | Лучшая актёрская команда                 | Пираты Карибского моря: Проклятие Чёрной жемчужины | Номинация           | с Джонни Деппом      |
| 2004                | MTV Movie Awards                     | Лучший герой                             | Пираты Карибского моря: Проклятие Чёрной жемчужины | Номинация           |                      |
| 2004                | MTV Movie Awards Mexico              | Самый сексуальный герой                  | Пираты Карибского моря: Проклятие Чёрной жемчужины | Победа              |                      |
| 2004                | Teen Choice Awards                   | Лучший поцелуй                           | Пираты Карибского моря: Проклятие Чёрной жемчужины | Победа              | с Кирой Найтли       |
| 2004                | Teen Choice Awards                   | Лучшая экранная пара                     | Пираты Карибского моря: Проклятие Чёрной жемчужины | Победа              | с Кирой Найтли       |
| 2004                | Teen Choice Awards                   | Лучший бой                               | Пираты Карибского моря: Проклятие Чёрной жемчужины | Победа              | с Джонни Деппом      |
| 2004                | Teen Choice Awards                   | Лучший актёр экшна                       | Пираты Карибского моря: Проклятие Чёрной жемчужины | Номинация           |                      |
| 2005                | Европейская киноакадемия             | Лучший актёр (выбор зрителей)            | Царство небесное                                   | Победа              |                      |
| 2005                | Teen Choice Awards                   | Лучший актёр экшна                       | Царство небесное                                   | Номинация           |                      |
| 2005                | Teen Choice Awards                   | Лучшая любовная сцена                    | Царство небесное                                   | Номинация           | с Евой Грин          |
| 2005                | Teen Choice Awards                   | Лучший поцелуй                           | Царство небесное                                   | Номинация           | с Евой Грин          |
| 2006                | Teen Choice Awards                   | Лучший актёр экшна                       | Пираты Карибского моря: Сундук мертвеца            | Номинация           |                      |
| 2006                | Teen Choice Awards                   | Лучший бой                               | Пираты Карибского моря: Сундук мертвеца            | Победа              | с Джеком Дэвенпортом |
| 2007                | National Movie Awards                | Лучшая мужская роль                      | Пираты Карибского моря: На краю света              | Номинация           |                      |
| 2007                | Teen Choice Awards                   | Лучший актёр экшна                       | Пираты Карибского моря: На краю света              | Номинация           |                      |
| 2007                | Teen Choice Awards                   | Лучший поцелуй                           | Пираты Карибского моря: На краю света              | Победа              | с Кирой Найтли       |
| 2007                | Teen Choice Awards                   | Лучший бой                               | Пираты Карибского моря: На краю света              | Победа              |                      |
| 2008                | Золотая малина                       | Худшая мужская роль второго плана        | Пираты Карибского моря: На краю света              | Номинация           |                      |
| 2012                | Jupiter Award                        | Лучший международный артист              | Мушкетёры                                          | Номинация           |                      |
| 2012                | Миланский кинофестиваль              | Лучший актёр                             | Хороший доктор                                     | Номинация           |                      |
| 2014                | MTV Movie Awards                     | Лучший бой                               | Хоббит: Пустошь Смауга                             | Победа              | с Эванджелин Лилли   |
| 2014                | MTV Movie Awards                     | Лучшее экранное перевоплощение           | Хоббит: Пустошь Смауга                             | Номинация           |                      |